# Марио Савио
Марио Савио (енгл. Mario Savio; Њујорк, 8. децембар 1942 — Себастопол, 11. јун 1996) био је амерички политички активиста и поласни члан покрета за слободу говора енгл. Free Speech Movement.

## Биографија
Савио је рођен у Њујорку од оца Италијана и мајке Американке. Најпознатији је по својим страственим говорима о слободи говора током студенске манифестације на Универзитету Калифорније (Беркли), 2. децембра 1964. године.
Данас је симбол студенских права као и слободе говора.